# Patharghata
Patharghata és una muntanya de l'Índia al districte de Bhagalpur a Bihar, prop del Ganges. A la part nord de la muntanya hi ha diverses escultures a la roca, probablement anteriors al segle VII; les més interessants són una fila de figures coneguda localment com a Chaurasi sunni (84 savis). També hi ha cinc coves entre les quals la de Bateswar, on s'han trobat objectes de bronze i plata.